# Type Semeuse (monnaie)
Pour les articles homonymes, voir Semeuse.
Pour les timbres à l'effigie de la Semeuse, voir Type Semeuse (timbre).

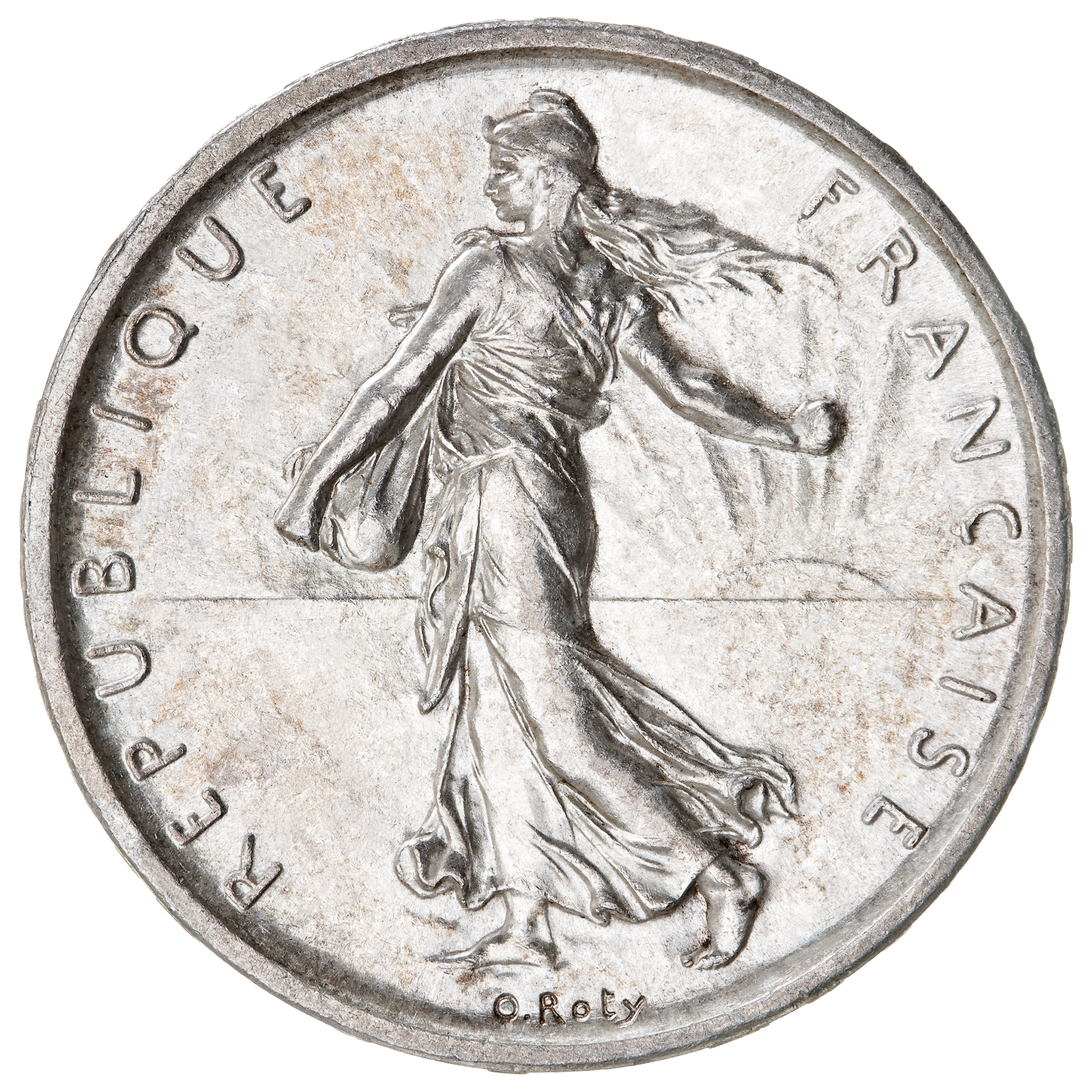
Gravure de la Semeuse reprise pour la pièce de 5 francs en argent 1960.

La Semeuse dessinée et gravée par Oscar Roty (1846-1911) est un type de monnaie qui a fait une carrière remarquable dans la numismatique française. Son modèle, créé en 1897 pour figurer sur les pièces d'argent de la Troisième République, réutilisé en 1960 pour les nouveaux francs, est devenu aujourd'hui l'un des trois symboles, avec le buste de Marianne et l'arbre de la liberté, à avoir été retenu par la France pour figurer sur les faces nationales de l'euro.
L'avers de ce type représente une femme marchant pieds nus dans une plaine, habillée d'une robe vaporeuse et d'un tablier ; coiffée d'un bonnet phrygien, elle porte d'une main un gros sac et sème de l'autre, alors que le soleil se lève sur la ligne d'horizon et que le vent souffle (visible par les cheveux et la robe flottante), regard tourné vers la gauche, elle sème à contre vent. Ce motif s'inscrit dans le style Art nouveau.
Oscar Roty a également conçu le revers du type Semeuse : un flambeau de branches d'olivier.

## Émission de 1897
Le type « Cérès », apparu sur les monnaies dès la Deuxième République, puis repris par la Troisième après l'interruption de l'Empire commençant à dater, c'est sur l'initiative du ministre des Finances Paul Doumer qu'Oscar Roty, artiste renommé à l'époque, fut retenu fin novembre 1895 pour dessiner une nouvelle symbolique de la République destinée aux pièces d'argent. En 1897, les premières pièces de 50 centimes à la Semeuse rencontrèrent immédiatement un vif succès dans la population. Le thème de la Semeuse coiffée du bonnet phrygien était traité d'une manière novatrice pour l'époque en matière de monnaie. Une pièce de 5 francs, dont les premiers essais avaient été frappés dès 1897, ne put être émise, du fait de l'accord qui liait la France à l'Union latine : aucune pièce de 5 francs n'avait été frappée depuis 1879, à cause de l'instabilité des cours de l'argent métal et du coût de fabrication induit trop élevé. À partir de 1914, les pièces officielles en argent (et en bronze) ne circulèrent presque plus car elles étaient massivement thésaurisées par les particuliers ; pour pallier ce manque de monnaie, les autorités locales, les chambres de commerce, les commerçants, etc., mirent en circulation des monnaies de nécessité. Toutefois, la frappe des Semeuses en argent cessa seulement en 1920, sans ralentir ; elles furent démonétisées en 1928 pour un cours très inférieur à leur valeur métallique, ce qui ne fit que renforcer leur thésaurisation.[réf. nécessaire]

## Émission de 1960

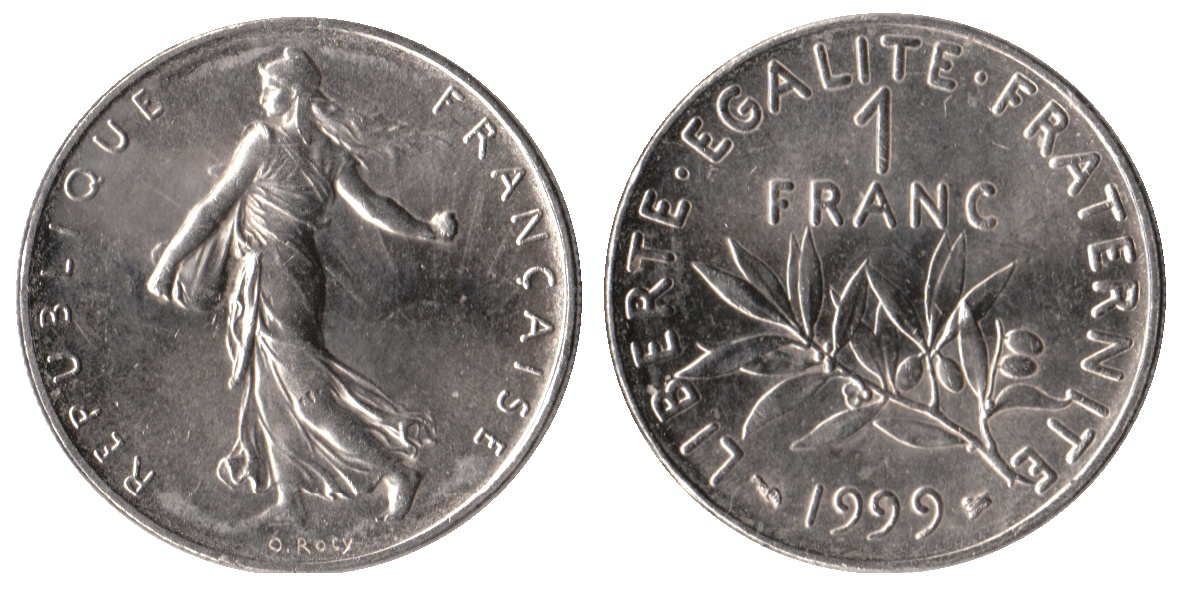
Pièce de 1 franc, type Semeuse, émise en 1999

Le franc accumulant les dévaluations depuis 1931, sa valeur était tombée en 1958 à des niveaux très bas, c'était depuis une quinzaine d'années une pièce d'aluminium. Afin de restaurer la valeur symbolique de la monnaie, le gouvernement de Charles de Gaulle plancha sur une réforme monétaire dès décembre 1958 dans le cadre de la nouvelle constitution de la Cinquième République, et institue la création d'un nouveau franc (ou « franc lourd ») égal à 100 anciens francs. Le ministre des Finances Antoine Pinay est chargé de l'appliquer. Bien entendu, les types monétaires sont renouvelés et, dans le but de rappeler la solidité du franc germinal, l'image symbolique de la Semeuse reprend du service avec une série de valeurs pour des montants de 1, 2 et 5 nouveaux francs. Le projet de la pièce de 2 nouveaux francs fut abandonné. La pièce de 5 francs  fut fabriquée en argent à 835 millièmes (puis en nickel à partir de 1970), et celle de 1 nouveau franc (en nickel) qui sont émises le 1er janvier 1960, ressemble au module de 1 franc version 1897 (avec un gramme de différence de poids). Cette émission du module de 1 franc établit un record de longévité de 41 ans, le passage à l'euro ayant provoqué l'arrêt des frappes en 2001. Le 18 février 2005 l'échange des pièces encore en circulation cesse aux guichets de la Banque de France, puis ces pièces sont démonétisées.
Parallèlement à ces pièces de 1 franc et de 5 francs (et de un demi-franc dès 1965), la pièce de 2 francs (frappée de 1979 à 2001) portait une Semeuse modernisée.

## La Semeuse et l'euro
Des trois dessins retenus pour les faces nationales françaises de l'euro, l'un reprend l'ancestrale Semeuse, de nouveau modernisée par Laurent Jorio, sur les pièces de 10 centimes, de 20 centimes et de 50 centimes. Ainsi, l'œuvre d'Oscar Roty a-t-elle traversé le XXe siècle et continue-t-elle d'être un symbole fort de la République française ; et ce d'autant plus que la Semeuse a également illustré de nombreuses séries de timbres-poste de 1903 à 1941.
Dès le début du XXIe siècle, la Semeuse reparaît sous les traits de La Semeuse cinétique de Joaquin Jimenez grâce à une série de huit monnaies ayant cours légal en France (de 5 à 500 euros, en argent et en or).

## Détail chronologique des émissions du type semeuse
| Années      | Valeur      | Diamètre | poids | Métal      | Tirage total  | Commentaires                        |
| ----------- | ----------- | -------- | ----- | ---------- | ------------- | ----------------------------------- |
| 1897 à 1920 | 50 centimes | 18 mm    | 2,5 g | argent 835 | 377 531 032   | très peu circulée à partir de 1914  |
| 1898 à 1920 | 1 franc     | 23 mm    | 5 g   | argent 835 | 440 140 773   | idem                                |
| 1898 à 1920 | 2 francs    | 27 mm    | 10 g  | argent 835 | 102 438 423   | idem                                |
| 1898        | 5 francs    | 37 mm    | 25 g  | argent 900 | 75            | essai, non-émise                    |
| 1959 à 1969 | 5 francs    | 29 mm    | 12 g  | argent 835 | 195 282 126   | quelques milliers en 1959           |
| 1960 à 2001 | 1 franc     | 24 mm    | 6 g   | nickel     | 1 978 354.881 | 41 ans sans changer                 |
| 1965 à 2001 | 1/2 franc   | 19,5 mm  | 4,5 g | nickel     | 1 693 092 548 | remplace la 50 centimes Lagriffoul  |
| 1970 à 2001 | 5 francs    | 29 mm    | 10 g  | nickel     | 465 053 670   |                                     |
| 1979 à 2001 | 2 francs    | 26,5 mm  | 7,5 g | nickel     | 632 884 120   | dessin stylisé (atelier de gravure) |